# Kristel Köbrich
Kristel Arianne Köbrich Schimpl (Santiago del Cile, 9 agosto 1985) è una nuotatrice cilena.

## Biografia
Ex primatista sudamericana degli 800 e 1500 stile libero, nel 2009 è stata premiata come miglior sportiva cilena dell'anno.
Nel 2003 si mise in luce ai giochi panamericani di Santo Domingo per essere stata la prima cilena a vincere una medaglia in questa manifestazione.
Alle olimpiadi di Atene 2004 rimase per poco fuori dalla finale degli 800 stile, riuscirà invece ad entrare nella finale dei campionati del mondo del 2007, prima cilena ad entrare in una finale mondiale, giungendo ottava, posizione che migliorerà ai Campionati mondiali di nuoto 2009 arrivando a un passo dal podio, classificandosi quarta nei 1500 stile libero, risultato ribadito due anni dopo ai mondiali di Shangai.
Il 20 ottobre del 2011 vince la medaglia d'oro negli 800 stile ai giochi panamericani di Guadalajara, dopo aver ottenuto anche un bronzo nei 400 stile libero. A Toronto 2015 vinse l'argento, sempre sui 1500m sl, così come ai Panamericani di Lima 2019, battuta dalla giovane argentina Delfina Pignatiello, che le aveva strappato entrambi i record sudamericani su 800 e 1500m.
Riuscirà ad arrivare sempre in finale nel 1500m sl ai campionati mondiali per altre tre edizioni (2013, 2015 e 2017) nei 1500m sl, mentre alle Olimpiadi, essendo assente la sua gara preferita, arrivò 14º negli 800m sl ai Giochi di Londra e 17º in quelli di Rio de Janeiro. Ai mondiali del 2019 non le riesce di entrare in finale un'altra volta, ottenendo in batteria, nei 1500m sl, solo il 12º tempo.

## Palmarès
- Campionati panpacifici

Irvine 2010: bronzo nei 1500m sl.
- Giochi panamericani

Santo Domingo 2003: bronzo negli 800m sl.
Guadalajara 2011: oro negli 800m sl e bronzo nei 400m sl.
Toronto 2015: argento negli 800m sl.
Lima 2019: argento nei 1500m sl.
Santiago del Cile 2023: argento nei 1500m sl.
- Giochi sudamericani

Belem 2002: argento negli 800m sl e bronzo nei 400m sl.
Buenos Aires 2006: oro negli 800m sl e nei 1500m sl e argento nei 400m sl.
Medellin 2010: oro nei 1500m sl, argento nei 400m sl e negli 800m sl.
Santiago 2014: oro nei 1500m sl e nella 10 km, argento nei 400m sl e negli 800m sl e bronzo nella 3 km a squadre.
Cochabamba 2018: oro nei 400m sl e negli 800m sl.
Asuncion 2022: oro nei 1500m sl, argento nei 400m sl e negli 800m sl.